# Alexandre Nikolaïevitch Berdiaev
Pour les articles homonymes, voir Berdiaev (homonymie).
 (décembre 2023).
Si vous disposez d'ouvrages ou d'articles de référence ou si vous connaissez des sites web de qualité traitant du thème abordé ici, merci de compléter l'article en donnant les références utiles à sa vérifiabilité et en les liant à la section « Notes et références ».
Alexandre Nikolaïevitch Berdiaev (en russe : Александр Николаевич Бердяев), né en 1778 à Letytchiv, dans le gouvernement de Podolie, et décédé en 1824 dans la même ville, est un militaire russe lors des guerres napoléoniennes.

## Biographie
Le 26 juin 1784, Alexandre Nikolaïevitch Berdiaev commença sa carrière militaire au Régiment de la Garde à cheval. Le 8 mars 1794, il fut promu capitaine au 3e Régiment de Cosaques Tchougouevski. En 1798, le capitaine Berdiaev fut transféré au 16e Régiment de Dragons Tverskoï.
Le 7 juillet 1800, promu colonel, le 7 février 1806, il est nommé chef du 16e Régiment de Dragons Tverskoï. Ce fut au cours de la guerre de la Troisième Coalition qu'il reçut son baptême du feu. En 1805, il fut capturé par les troupes françaises, après un échange, le 15 novembre 1805, il rejoignit son régiment. Le 12 janvier 1806, il fut décoré de l'Ordre de Saint-Georges (4e classe).
Engagé dans la bataille d'Austerlitz, il fut blessé à la main gauche, jusqu'à son décès, il se servit de sa main avec difficulté. De 1806 à 1811, il s'illustra au cours du conflit opposant la Russie à la Turquie. Le 4 novembre 1811, il fut élevé au grade de major-général.
Au début de l'année 1812, Berdiaev reçut le commandement de la 15e Brigade de cavalerie appartenant à la 3e Armée de l'Ouest placée sous le commandement du général Alexandre Petrovitch Tormassov. Sous le commandement de l'adjudant-général Charles Lambert, il combattit dans des troupes d'arrière-gardes et contribua à chasser les troupes françaises de Brest-Litovsk (25 juillet 1812), le 27 juillet 1812, l'Armée impériale de Russie remporta sa première grande victoire contre les troupes françaises à Kobrin, Berdiaev fut l'un des artisans de ce succès. Son héroïsme au cours de cette bataille de la Guerre patriotique de 1812 lui valut l'Ordre de Sainte-Anne (1re classe).

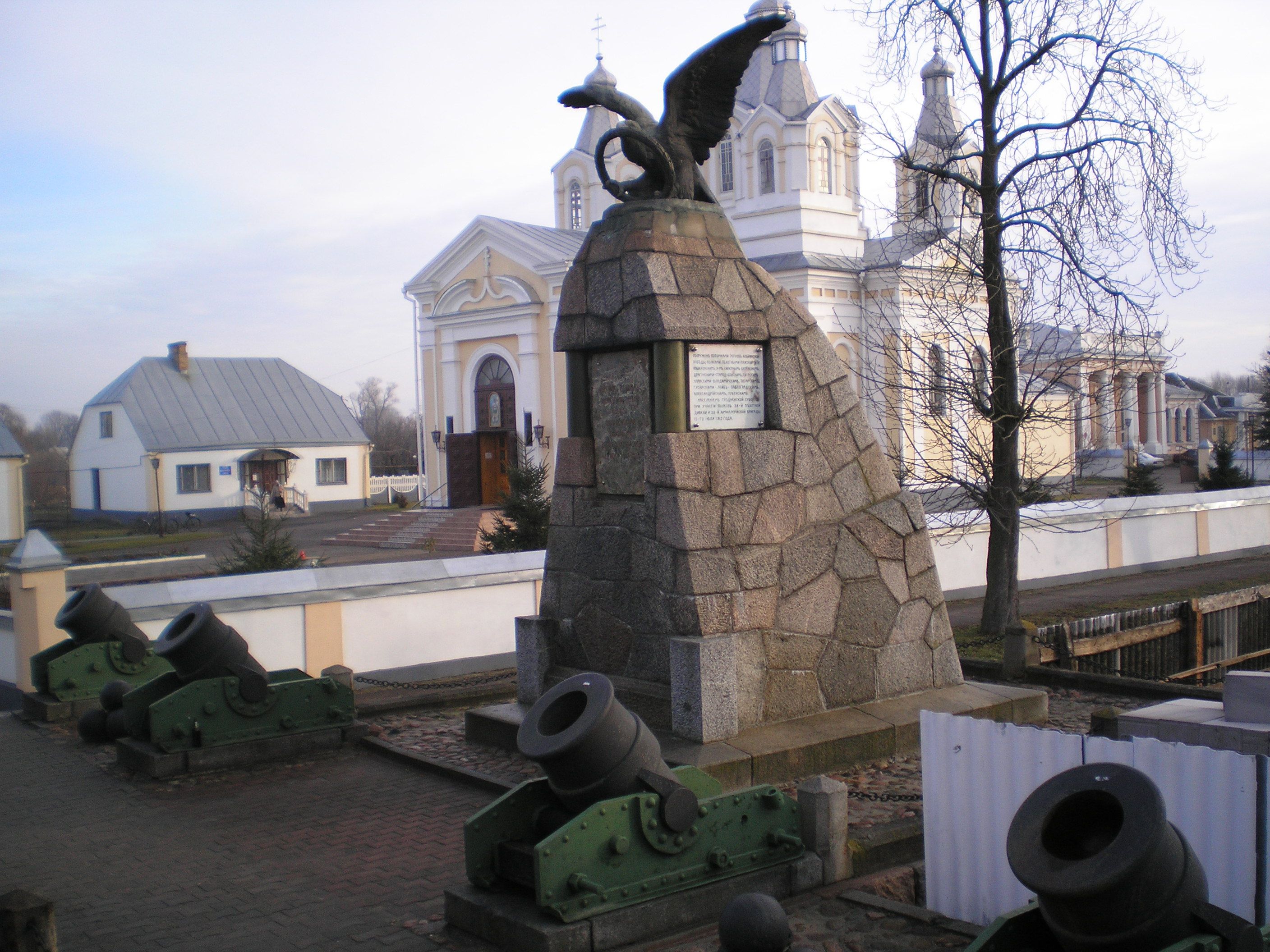
Monument à la victoire des troupes russes à Kobrin

Du 26 novembre au 29 novembre 1812, il se battit de nouveau contre les troupes françaises sur les rives de la Berezina.
Avec les troupes russo-prussiennes, Berdiaev fit le siège de la forteresse de Thorn (située sur la rive droite de la Vistule) occupée par une garnison composée de soldats français et bavarois (janvier à avril 1813). Commandant provisoirement une division, il s'illustra lors des batailles de Königswartha, Bautzen (20 mai-21 mai 1813), Lützen (2 mai 1813).
En 1813, Alexandre Nikolaïevitch Berdiaev fut détaché près de Leipzig afin d'assurer la formation de bataillons et d'escadrons.
Le major-général Berdiaev ne fut engagé dans aucune bataille de la Campagne de France de 1814. En 1815, il s'illustra au siège de la forteresse de Faltsburg.
Après la guerre, il commanda une brigade de cavalerie.
Sur sa demande, le 9 septembre 1815, il fut mis à la retraite.

## Décès
Alexandre Nikolaïevitch Berdaiev meurt en 1824 à Letytchiv, dans le gouvernement de Podolie.

## Carrière militaire
- 26 juin 1784-8 mars 1794 : Régiment de la Garde à cheval;
- 8 mars 1794- : 3e Régiment de Cosaques Tchougouevski;
- 1798-1812 : 16e Régiment de Dragons Tverskoï;
- 1812: 15e Brigade de cavalerie.

## Distinctions militaires
- 12 janvier 1806 : Ordre de Saint-Georges (4e classe);
- 1812 : Ordre de Sainte-Anne (1re classe;
- Ordre de Saint-Vladimir (3e classe);
- Épée d'or avec l'inscription "Pour bravoure" (avec diamants).

### Sources
- « http://www.museum.ru »
- « regiment.ru »
- Dictionnaire des généraux russes, ayant combattu contre l'armée de Napoléon Bonaparte, 1812-1815.« http://www.museum.ru »